# El lute, o cammina o schiatta
El lute, o cammina o schiatta (El lute: camina o revienta) è un film del 1987 diretto da Vicente Aranda, che narra la vicenda biografica di Eleuterio Sánchez Rodríguez. Ebbe un sequel l'anno successivo, Il Lute II - Domani sarò libero.